# Дэниэлс, Траа
Траа Дэниэлс (англ. Traa Daniels) или просто Траа (настоящее имя Марк; род. 30 декабря 1970 года) — христианский рок-гитарист. Является бас-гитаристом нью-метал группы P.O.D. из Сан-Диего, Калифорния.

## Биография
Вместе с ним P.O.D. записали все свои альбомы, начиная от Snuff the Punk (1994) до When Angels & Serpents Dance (2008). Автор текста песни Sleeping Awake.